# 1799 au Canada
Pour un article plus général, voir Chronologie du Canada.
Cet article traite des événements qui se sont produits durant l'année 1799 au Canada.

## Événements

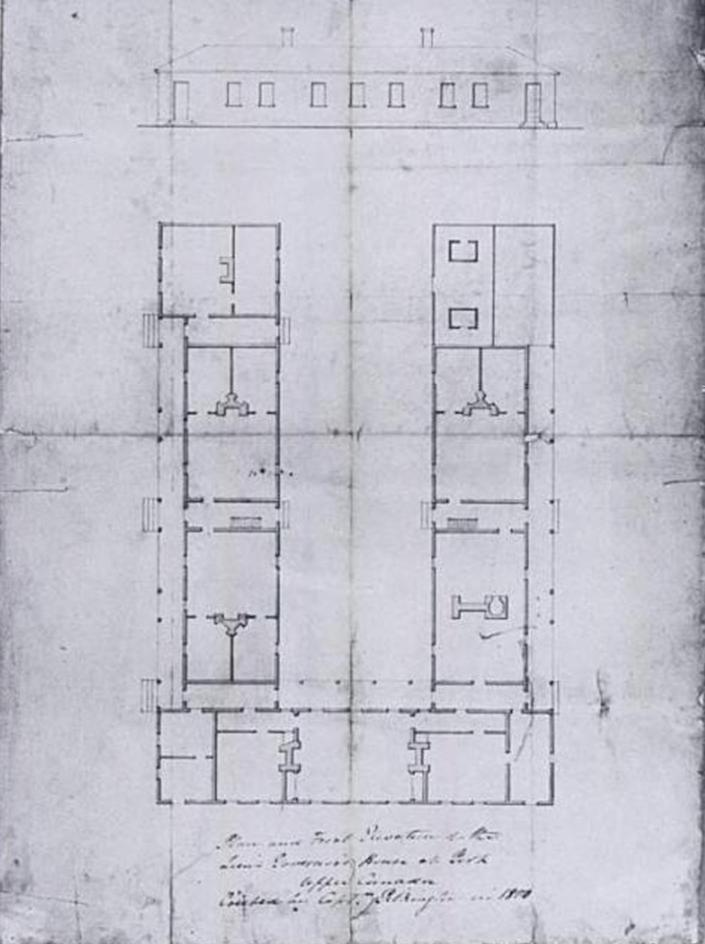
Plan de la résidence du lieutenant gouverneur du Haut-Canada

- 10 janvier : journée d'Action de grâce pour célébrer la victoire de la flotte britannique contre la France à Aboukir[1].
- 28 mars : la Chambre d’assemblée du Bas-Canada vote la somme de 20 000 £ pour aider la Grande-Bretagne dans sa guerre contre la France[1].
- 10 avril : Peter Hunter (en) est nommé lieutenant-gouverneur du Haut-Canada.
- Mai : Élection de la 8e assemblée générale de la Nouvelle-Écosse (en).
- 3 juin : sanction royale d’une loi de la Chambre d’assemblée pour l’érection des palais de Justice de Québec et Montréal[2].
- 29 juillet : Robert Shore Milnes prend ses fonctions de gouverneur du Bas-Canada[3]. Il va attribuer les terres des nouveaux cantons à une soixantaine de grands propriétaires ce qui devait retarder la colonisation de ceux-ci.
- Été : les Quebec pedlars fondent le poste de Rocky Mountain House au confluent de la Saskatchewan du Nord et de la Clearwater River[4].
- Construction du Fort Saint-Joseph près du Lac Huron.
- La Compagnie du Nord-Ouest établit des postes de traite à Waswanipi et Mississagi. Elle établit aussi un poste de traite à Délįne au Grand lac de l'Ours.

## Naissances
- 22 janvier : Ludger Duvernay, journaliste.
- 24 juillet : Elzéar Bédard, homme politique.
- 8 septembre : William Young, premier ministre de la Nouvelle-Écosse.
- 13 septembre: Charles Edward Poulett Thomson, gouverneur du Canada.
- 15 septembre : Édouard-Raymond Fabre, homme politique.
- 30 octobre : Ignace Bourget, évêque de Montréal.
- 29 décembre : Étienne-Michel Faillon, historien du Canada.
- James Boyle Uniacke, premier ministre de la Nouvelle-Écosse.
- John Holmes, prêtre et éducateur.
- John Robertson, homme politique au Nouveau-Brunswick.
- William Thomas, architecte.

## Décès
- 26 juin : John Montresor, ingénieur militaire britannique.
- Benoît-François Bernier, officier militaire en Nouvelle-France.